# Pondikonísi (ö i Grekland)
Pondikonísi är en ö i Grekland.   Den ligger i regionen Peloponnesos, i den södra delen av landet, 90 km sydväst om huvudstaden Aten.